# محسن أخريف
محسن أخريف (1979 - 2019)، هو شاعر وكاتب مغربي من مواليد مدينة العرائش شمال المغرب عام 1979، حاصل على الدكتوراه في الآداب من جامعة عبد المالك السعدي في تطوان عام 2015. وهو رئيس رابطة أدباء الشمال بالمغرب.

## وفاته
توفي يوم الأحد 21 أبريل 2019 بسبب صعقة كهربائية، بخيمة الندوات بمدينة تطوان، كانت له مداخلة بالخيمة المعدة لفعاليات عيد الكتاب في دورتها 21 بساحة الفدان بتطوان، إذ تعرض لصعقة كهربائية قوية فارق على إثرها الحياة. وإثر ذلك، عملت السلطات المحلية على إخلاء محيط الساحة، فيما فتحت عناصر الشرطة تحقيقا في الموضوع لمعرفة ظروف وملابسات الحادثة.

## من مؤلفاته
صدرت له في الشعر:
- «ترانيم للرحيل» (2001)،
- «حصانان خاسران» (2009) (جائزة القناة الثانية الوطنية)،
- «ترويض الأحلام الجامحة» (2012)،
- ديوان «مفترق الوجود» 2019

وفي الرواية:
- «شراك الهوى» (2013) (جائزة اتحاد كتاب المغرب للأدباء الشباب)

وفي القصة:
- «حلم غفوة» (2017) (الرتبة الثالثة لجائزة الشارقة للإبداع العربي، عام 2017).

## الجوائز
- جائزة القناة الثانية الوطنية - (2009)
- جائزة اتحاد كتاب المغرب للأدباء الشباب - (2013)
- الرتبة الثالثة لجائزة الشارقة للإبداع العربي، عام 2017.[4]